# Robbie Williams
Robert Peter Williams (Anglia, Stoke-on-Trent, 1974. február 13. –) Grammy-díjra jelölt, tizennyolcszoros BRIT Díj-győztes angol énekes, dalszerző és producer. Karrierje a Take That együttessel kezdődött 1990-ben. 1995-ben otthagyta a Take That-et, akikkel közösen 25 millió lemezt adott el és szólókarrierbe kezdett.
Ezután több albumot adott el az Egyesült Királyságban, mint bármelyik másik brit szólóénekes a történelem során. 70 millió lemezt (55 millió albumot és több mint 17 millió kislemezt) adott el eddig összesen az egész világon.
Williams bekerült a Guinness Rekordok Könyvébe, amikor meghirdette 2006-ban a világkörüli turnéját, mert egyetlenegy nap alatt 1,6 millió koncertjegyet adott el.
Több díjat nyert el: 16 BRIT Díjat és 6 ECHO-díjat. 2004-ben bekerült a UK Music Hall of Fame-be, miután megszavazták a '90-es évek legnagyobb művészének.

## Családi háttér
Robert Peter Williams 1974. február 13-án született Angliában, Staffordshire megyében, Burslemben, Stoke-on-Trent 6 városrészének egyikében. Életének első évében a Victoria Park Road-on lakott a családjával Tunstall-ban. 1975-ben szülei beköltöztek a The Red Lion pubba (Burslem megyében található), amely közel volt a Port Vale futballcsapat pályájához. Szülei üzemeltették a kocsmát.
Williams a mill hill-i Általános Iskolába járt.
Tanára, Phil Rossiter így nyilatkozott róla: „Williams nem volt mindenki kedvence, néhány tanuló egy kicsit nagyképűnek és törtetőnek tartotta. De feltétlenül kitűnt abban, hogy a játékok nagy részében részt vett. Meglepődtem, amikor később a Take That-ben láttam, mert én úgy emlékeztem rá, mint egy 9 éves kövér kisfiúra.”
Az énekes 1985-ben kezdte meg tanulmányait a St. Margaret Ward Római Katolikus Középiskolában, amely Tunstallban van, nem messze akkori otthonától.
Apja Pete Conway (eredeti neve: Peter Williams) komikus színész, Pete Conwaytől kölcsönözte a nevét. Williams szülei 4 évvel születése előtt házasodtak össze, mind a kettejüknek ez volt a második házassága. Williamsnek egy testvére van, Sally, aki 10 éves volt, amikor Robbie megszületett. Apja Tunstallban, Stoke-on-Trent legészakibb részén született és nőtt fel. Pete iskolái elvégzése után rendőrnek készült, rendőrként is dolgozott 7 éven keresztül, de közben nem adta fel álmát, hogy professzionális szórakoztatóművész legyen. Pete 1973-ban megnyerte a New Faces című TV-s tehetségkutató műsort. Mégsem ebből csinált karriert, hogy egy híres popsztár édesapja. Közel 30 éve dolgozik a szórakoztatóiparban.
Williams 3 éves volt, amikor szülei elváltak. Édesanyja, Jan Williams (eredeti neve: Theresa Jeanette Williams) a válás után egyedül nevelte 2 gyerekét, ő az, aki a legközelebb áll az énekeshez. Az anyja volt az, aki észrevett egy újsághirdetést, amelyben egy fiúcsapathoz kerestek új tagot és ahova felvették az akkor 16 éves fiút. Ez volt a Take That. Williams anyjának dedikálta a One of God's Better People című dalát.
Williams gyermekkorában színész szeretett volna lenni, nem énekes. Több szerepe is volt: 1985 szeptemberében Hanley-ben a Theatre Royal-ban Jeremy szerepét játszotta a Chitty Chitty Bang Bang című musicalben. Utána bemutatták őt az akkori Lord Majornak a kulisszák mögött. 1988-ban eljátszotta Artful Dodger zsebtolvaj szerepét a Twist Olivér című musicalben.
Kapcsolata a zenével: 1977-ben „nemzetközi” debütálása volt, amikor előadta a Summer Night című dalt, John Travolta dalát a Grease című filmből a spanyolországi Torremolinos-ban.
Nem sokkal 2008 karácsonya előtt édesanyja szívproblémákkal kórházba került és bypass-műtétet hajtottak rajta végre. A műtét után egy cheshire-i magánkórházba szállították. Ebben az időszakban Williams barátnőjével, Ayda Fielddel Los Angelesben lakott. Barátnőjét, Ayda Fieldet, akit 2009-ben jegyzett el, 2010. augusztus 10-én Beverly Hills-i otthonában feleségül vette. A párnak négy gyermeke van, 2 lány Theodora és Colette valamint két fiú Charlton és Beau. Colette és Beau béranya segítségével született.

## Take That
Williams korai karrierje a Take That popegyüttessel kezdődött, ami 1990-ben alakult az Egyesült Királyságban. A Take That-tel közös években Williamsnek 7 első helyezett dala született. A Take That-ből való távozása után az együttes hamar feloszlott, de 2005-ben újra összeálltak nélküle és több slágerlistás daluk született. Hasonló népszerűségre tettek szert, mint más csapatok az Egyesült Királyságban.
1995-ben Robbie egyre frusztráltabbnak érezte magát a Take That-ben, elment Glastonburybe az Oasis partijára és ezt követően el is hagyta az együttest. Miután ez 1995-ben megtörtént, az utolsó Take That-lemezt, a Nobody Else-t újra kiadták. Ezen az albumon Williams még vokálozott. Legemlékezetesebb dal a lemezről a Love Ain't Here Anymore. Valójában ezen a lemezen nem énekelt vezető vokált – a tagok később azzal vádolták őt, hogy nem volt eléggé elkötelezett, amikor rögzítették az albumot.
2005 novemberében, az ITV1 egy dokumentumfilmet tűzött műsorára a Take That-ről és ebben megemlítették az együttesből való távozásának okait is. Ez a keserédes dokumentumfilm Williamssal és az együttes tagjaival készített interjúkat tartalmazott. Williams visszautasította az újrakezdést, egy előre felvett videón keresztül üzent az együttesnek. Miután a Take That visszatért az Egyesült Királyságbeli turnéjáról (Williams nélkül), Robbie előadta A Back For Good című dalt 2006-ban, a saját világkörüli turnéján. Előzőleg ezt a dalt gúnyolódó keményrock-stílusban adta elő, mert ellenséges viszonyban volt Gary Barlow-val, a korábbi taggal.
2006-ban nyíltan reklámozták, hogy Williams szerepelni fog a Take That angliai turnéján. A megfelelő színhely Manchester lett volna, de végül a Take That csak egy hologram segítségével jelenítette meg Robbie-t a színpadon, személyesen nem volt jelen.
Miután otthagyta a Take That-et, Williams népszerűbb lett a magatartása és a merészsége miatt. Részt vett egy reklámkampányban, amely a drog és az alkoholizmus ellen szólt. E kampány alatt meghízott, szakállt növesztett, szakadt ruhákban jelent meg. Egy nyilvános szereplést követően az Oasissal, Noel Gallagher csak így emlegette őt: „az a kövér táncos a Take That-ből”. Ebben az időszakban állandó súlyproblémákkal és depresszióval küzdött és egyre jobban rongálta a szervezetét az alkohol és a drog, amiért nem igazán gondolta volna bárki is, hogy sikeres szólóénekes válik belőle. Egyedül Gary Barlow tippelt arra, hogy nagy sztár lesz Williams-ből.

## Szólókarrier

### Life thru a Lens(1996–1998)
Miután kilépett a Take That-ből 1996-ban Williams elkészítette a Freedom, című számot, amely George Michael dalának feldolgozása volt. A dal a 2. helyen végzett az Egyesült Királyság slágerlistáján, 26 hellyel magasabbra jutott, mint az eredeti.
A nehéz periódus után – miután saját stílusára próbált rátalálni, a Life thru a Lens című album felvételei elkezdődtek a londoni Maison Rouge Stúdióban 1996-ban. Nem sokkal az után, hogy Williams bemutatkozott Guy Chambersnek, kiadták az első kislemezt, az Old Before I Die címűt a debütáló albumról. A kislemezt Williams közösen írta Eric Baziliannal és Desmond Childdal, 1997 áprilisában jelent meg. Rögtön a második helyezést érte el a brit slágerlistákon, de a nemzetközi slágerlistákra nem jutott fel.
A második kislemez, a Lazy Days 1997 nyarán jelent meg, ekkor Williams éppen elvonókúrán volt. Megengedték neki, hogy a videóklip készítésének idejére kijöjjön a klinikáról, de a kislemez promóciója nem volt túl sikeres, mert Angliában a 8. helyen, Európában pedig az első 40 dal között végzett.
Maga az album 1997 szeptemberében jelent meg, nem sokkal azután, hogy Williams kijött a rehabilitációs klinikáról, ahova Elton John vitette be súlyos alkohol- és drogproblémái miatt. Az albumot az Elysée Montmartre színházban mutatták be, Párizsban.
Az album először nehezen „indult be”, a 11. helyen végzett a brit listán, csak kb. 33 000 darabot adtak el belőle.
A harmadik kislemez az albumról a South of the Border nem gyakorolt jelentős hatást a brit slágerlistákra. Amikor 1997 szeptemberében megjelent, a 14. helyre került és ez erősen befolyásolta Williams későbbi karrierjét.
Miután Williams találkozott a Chrysalis lemezkiadóval, amelyik a karrierjét egyengette, kiadták a negyedik kislemezt, az Angels címűt. Ekkor még nem sejtették, hogy ennek a kislemeznek lesz a legnagyobb sikere. Az Angels című dalt egy ír zenésztől, Ray Heffernan-tól vásárolták és Williams írta át Guy Chambers-szel, 1997 decemberében jelent meg. A dal Williams bestsellere lett Angliában, kétszeres platinalemez lett a BPI-n. A dal nagy siker lett Európa-szerte és Latin-Amerikában is, világszerte több mint 2 millió példányt adtak el belőle, „magasra szálló rakéta” lett. 28 hétig maradt a slágerlista első helyén, 40 hétig az első 10 között maradt a brit slágerlistán és összesen 218 hétig tartózkodott a listán, ezzel A Life thru a Lens lett az 58. valaha kiadott legjobb angol album, 2,4 millió font bevételt hozva. A szülőföldjén aratott siker ellenére a lemez nem tudott nagyobb hatást gyakorolni a nemzetközi piacra, kivéve Argentínát, ahol az album bekerült a legjobb 10 lemez közé 1998-ban. Végül a lemez több mint 4 millió példányban kelt el világszerte.

### I’ve Been Expecting You: Európai siker 1998-ban
Az album anyagát Williams és Chambers 1998 tavaszán Jamaicában kezdte el készíteni. A Millennium című dal John Barry James Bond filmzenéje inspirálta. A dal Williams első No. 1 kislemez lett az Egyesült Királyságban, 1998
szeptemberében jelent meg és azonnal lesöpörte az All Saints együttest a lista éléről. Robbie ezt így kommentálta: „Valakit félre kellett söpörnöm, és ez a feleségem kellett, hogy legyen.”(Williams és Nicole Appleton az All Saints-ből ebben az időben szakítottak egymással). A kislemezből több mint 400 000 darabot adtak el csak Angliában, a BPI aranylemezzé nyilvánította 1998 novemberében. Az európai országokban pedig a legjobb 20 dal közé került, sikeres lett Latin-Amerikában és Ausztráliában is.
Amikor az I’ve Been Expecting You című album kijött 1998. október végén, rögtön az első helyre került a brit album listán, az év legnagyobb példányszámban eladott lemeze lett az országban, kétszeres platinalemez lett. Ekkor az album Anglián kívül is nagyobb figyelmet kapott és az európai és a latin-amerikai piacra is hatással volt olyan sikerdalaival, mint a No Regrets, amely az egyik leghíresebb dal lett a lemezről köszönhetően a Take Thattel töltött napoknak. Williams együtt készítette a dalt Neil Tennanttal, a Pet Shop Boys énekesével és Neil Hannonnal a The Devine Comedy brit zenekarból, a kislemez 1998 novemberében jelent meg, a negyedik lett a brit slágerlistán, megelőzte őt az Antmusic című lemez az Adam & The Ants-től. A No Regrets világszerte nagy siker lett, több mint 200 000 példányt adtak el belőle és ezüstlemez lett 2004 októberében, csaknem 6 évvel azután, hogy az eredeti kislemezt kiadták.
A negyedik kislemez, a She’s the One Karl Wallinger Egyptology című albumáról származik, Williams kedvenc dala volt abból az időszakból, amikor kiengedték őt a rehabilitációs klinikáról. A második No. 1 sikere lett az Egyesült Királyságban és Új-Zélandon is bekerült az első háromba. A She’s the One több díjat nyert el szerte a világon, többek közt a BRIT Award „Az Év Kislemeze” díjat és a Capitol Radio Award „Legjobb Kislemezért” járó díját. A kislemez dupla A oldallal jelent meg az It’s Only Us-zal és hivatalos dala lett a Sony Playstation FIFA 2000 játékának. Komoly sikere volt, több mint 400 000 darabot adtak el belőle csak Angliában és a BPI 2000 elején aranylemezzé nyilvánította. Williams az 1999-es évet az Európai Turnéval zárta.
Az I’ve Been Expecting You csúcsot döntött, több mint 3 millió példányt adtak el belőle az Egyesült Királyságban: tízszeres platinalemez lett, Williams legjobb albuma lett az országban és a brit könnyűzene történetében. Az eladásokat nézve a 30. helyen végzett. Világszerte ötmillió lemezt adtak el.

### The Ego Has Landed: az amerikai piac megcélzása 1999-ben
A világsiker után Williams leszerződött az EMI amerikai lemezkiadójával, a Capitol Recordsszal. Belefogott egy amerikai promóciós turnéba és amikor az első ottani kislemeze, a Millennium kijött, csak a 72. helyen végzett a Billboard Hot 100 listán. A The Ego Has Landed 1999 júliusában jelent meg az Amerikai Egyesült Államokban és Kanadában, ott nem volt akkora sikere, mint Európában. A Billboard albumlistáján a 63. helyre tudott csak felkerülni, Kanada SoudScan listáján pedig a 17. lett.
Ennek ellenére jelölték a Millennium videóklipjét az MTV Video Music Awards-ra, a „Legjobb Férfi Video” címre, de ezt nem nyerte el, viszont a lemezeladást segítette a jelölés.
A Capitol Records megpróbált nagyobb sztárt faragni Williamsből, kiadták az album második kislemezét is. Ez volt az Angels című, amely nagyobb siker lett, mint a Millennium, a 41. helyen végzett a slágerlistán, de ez nem volt elég Williams-nek, a világ többi részére koncentrált inkább. A lemezből 596 000 darabot adtak el az Amerikai Egyesült Államokban és 1999 novemberében megkapta az aranylemez címet a RIAA-tól.
A válogatásalbumot világszerte kiadták (limitált kiadásban Európában, jelentős példányszámban Latin-Amerikában, Ázsiában és Új-Zélandon). Új-Zélandon az első helyezést érte el a hivatalos albumlistán. 140 000 darabot adtak el belőle, kilencszeres platinalemez lett. Ausztráliában szintén platina lett több mint 700 000 kópiával.

### Sing When You’re Winning: nemzetközi sikerek (1999–2001)
1999-ben, a promóció és a turné közepére Williams világhírű popsztár lett, elkezdett dolgozni harmadik stúdiólemezének anyagán, végre magabiztosabb lett, nem csak szemtelen, de sebezhető is volt.
Az album első kislemeze a Rock DJ lett. A dalt Ian Dury, Williams UNICEF-es mentora inspirálta. A videot cenzúrázta a Top Of The Pops brit zenei tv-csatorna, mivel sokkoló, véres képek voltak benne, több más csatorna is így tett, ez az Egyesült Királyságban és számos más országban problémát okozott. A videoban Williams táncol, próbálja felhívni magára a DJ lány figyelmét, levetkőzik, de nem ér el semmilyen hatást sem. Egészen addig, amíg el nem kezdi levetni a bőrét, izmait a körülötte táncoló lányokra dobálja, egészen csontvázig "vetkőzik". A dal világszerte nagy siker lett. Az Egyesült
Királyságban a slágerlista élére került, ezzel szólóénekesi karrierje harmadik első helyezett kislemeze lett, pontosan egy évvel a Slane Kastélyban adott első koncertje után. A dal szintén első helyezett lett Írországban, Új-Zélandon, Mexikóban, Nepálban, Argentínában és bekerült a legjobb 10 dal közé Európában és Latin-Amerikában. Ennek ellenére, a kislemez nem tudott betörni az amerikai slágerlistákra, bár néhány televíziócsatornán, mint a Music Television és a VH1 megjelent a klipje. A dal több díjat is nyert, elnyerte az MTV Europe Music Awards "2000-es Év Legjobb Dala" díját, A BRIT Awards "Az Év Legjobb Kislemeze" díját, és az MTV Video Music Award "Legjobb Speciális Effekt" díját. A kislemezből egyedül az Egyesült Királyságban, több mint 600 000 példányt adtak el, a BPI platinalemezzé minősítette.
Amikor a Sing When You’re Winning című album megjelent 2000 augusztusában, szerte a világon első helyezett lett: Németországban, Új-Zélandon, Hollandiában és az első 10 dal közé került be Olaszországban, Ausztriában, Ausztráliában, Finnországban, Svédországban és más országokban. Angliában az album az első helyen debütált és kétszeres platinalemez lett rögtön az első héten, amikor kijött.
A második kislemez a Kids volt, amelyet Williams az ausztrál pop-ikonnal, Kylie Minogue-val közösen készített, akkor íródott, amikor Minogue felkérte Williams-t, hogy írjon egy dalt első nagylemezére, a Light Years című albumra. Ez a lemez a Parlophone kiadó gondozásában jelent meg abban az időben, amikor Williams elhatározta, hogy a dalt saját albumán is megjelenteti és kislemezként is kiadja. A Kids azonnal nagy siker lett, amikor 2000 októberében megjelent, a második helyre került az Egyesült Királyság slágerlistáján és az első 20 közé került be több országban, például Ausztráliában és Új-Zélandon. A Kids lett az év egyik legnagyobb sikerdala, több mint 200 000 darabot adtak el belőle csak Angliában, ezzel ezüstlemez lett.
A harmadik kislemez a Supreme (amelyet Williams Franciaországban is rögzített) és a Better Man nagy siker volt, több országban a világon bekerült a Top 10-be.
Az Eternity című dal nem szerepelt az albumon, kislemezként 2001 nyarán jelent meg a The Road To Mandalay című számmal a B-oldalon, amelyet még korábban írt Williams. Az Eternity lett a negyedik első helyezett kislemeze az Egyesült Királyságban, több mint 70 000 kópiát adtak el belőle csak Angliában a megjelenés hetében, és számos országban bekerült a Top 10-be: Németországban, Svájcban, Ausztriában, Olaszországban többek között.
Williams turnézott a lemezzel az Egyesült Királyságban és Európa többi részén, 2001 nyarán.
Az album 91 hétig volt fent a brit listákon, 2,4 millió példányt adtak el belőle csak az Egyesült Királyságban és a BPI nyolcszoros platinalemezzé nyilvánította, az a brit zenetörténet legnagyobb példányszámban elkelt albumainak listáján az 51. lett. Európában több mint 4 millió példányt adtak el belőle.

### Swing When You’re Winning(2001)
A harmadik album sikere után Williams egy másik zenei irányzat felé akart nyitni. A turnéjából két hetet felszabadított, hogy felvegye a negyedik album hanganyagát, azét, amelyről mindig is álmodott.
A lemez Frank Sinatra iránt érzett örök szeretetéből született, a Have You Met Miss Jones? sikerével kombinálva, amelyet a Bridget Jones naplója című film számára készített, 2001-ben. A lemezt a Capitol stúdióban vették fel Los Angelesben.
Williams megragadta az alkalmat, és számos duettet énekelt az albumon: gyerekkori barátjával, Jonathan Wilkes-szel, a Little Voice-sztárjával Jane Horrocks-szal, a Saturday Night Live-sztárjával Jon Lovitzal, Rupert Everett-tel és az Oscar-díjas Nicole Kidmannel.
Az első kislemez a Kidmannel készült duett volt, a Somethin’ Stupid. Az eredeti felvétel Frank és Nancy Sinatra duettje volt. A szám Williams ötödik első helyezett dala lett az Egyesült Királyságban, mintegy 100 000 példányban kelt el az első héten, ahogy Németországban, Svájcban, Ausztriában, Olaszországban, Hollandiában, Belgiumban, Új-Zélandon is az első 5 közé került be. Összességében elmondható, hogy a dal a 2002-es év egyik legnagyobb slágere lett, mintegy 200 000 példányban kelt el az Egyesült Királyságban, és 2002 januárjában már ezüstlemezes volt.
Amikor a Swing When You’re Winning-album (a 2000-es Sing When You’re Winning albumra való hivatkozással) 2001 végén megjelent, a dal azonnal első lett az Egyesült Királyságban (hat hétig az első helyen volt). Írországban, Új-Zélandon, Ausztriában, Németországban és Svájcban is az első tíz között szerepelt, az egész világon több mint 2 millió darabot adtak el belőle, 2001 végére 7 milliót.
A második kislemez az albumról a Mr. Bojangles/I Will Talk And Hollywood Will Listen volt. Ezt csak Közép- és Kelet-Európában árusították. A Mack The Knife című dalt pedig csak Mexikóban.
A lemez 57 hétig szerepelt az angol slágerlistán, 2,1 millió példányban kelt el, 7-szeres platinalemez lett az Egyesült Királyságban, és a 49. legjobb valaha eladott angol album lett.
A Beyond the Sea című szám 2003-ban bekerült a Némó nyomában című rajzfilmbe, és Oscar-díjra jelölt dal lett.
A Robbie Williams Live at the Albert Hall című DVD ugyanazon az év decemberében jelent meg. Ez volt az egyik legjobban eladott zenei DVD Európában, 6-szoros platina lett az Egyesült Királyságban és 2-szeres platina Németországban.

### Escapology(2002–2003)
2002-ben Williams rekordméretű, 80 millió fontos szerződést írt alá az EMI-vel. A szerződésnek számos kikötése volt, az énekest nem korlátozták az alkotói folyamatban és nem kötelezték, hogy törjön be az amerikai piacra. Mindezek után ez lett az angol történelem legnagyobb zenei egyezsége.
Williams egy év szünet után kezdett el dolgozni az ötödik albumán, az Escapologyn. Ez a lemez Williams új korszakaként lett beharangozva. Több szerepelt vállalt az album elkészítésében és ez egyre növekvő önbizalmat adott neki. A Guy Chambers-szel való szakítás után a One Fine Day, Nan's Song és a Come Undone voltak az első számok, amiket Williams írt. A legtöbb dalt Los Angelesben vették fel.
Az album első kislemezét, a Feel-t még Chambers-szel együtt írta. Demóként került korongra. Amikor elkezdtek az albumon dolgozni, megpróbálták újra felvenni a vokált, mert Williams elégedetlen volt vele, és elhatározták, hogy a demó-változatot is ráteszik az első kislemezre. Amikor a lemez 2002 végén megjelent, Williams egyik legnagyobb nemzetközi sikere lett, Hollandiában, Olaszországban és a legtöbb európai országban az első tíz hely egyikére ugrott.
Amikor Williams ötödik stúdióalbuma, az Escapology 2002 végén megjelent, legalább tíz országban lett első helyezett, többek között az Egyesült Királyságban, Németországban, Svájcban, Ausztriában, Svédországban, Finnországban és Dániában. Az Amerikai Egyesült Államokban csak a 43. lett a Billboard-slágerlistán.
Az album második kislemeze, a Come Undone világszerte a legjobb tíz közé került, a vitatott videóklipjének köszönhetően. Az MTV cenzúrázta is a klipet, amely a hiányosan öltözött Williams-et egy átdorbézolt éjszaka után mutatja. A videóklip végül DVD-n jelent meg Európában és egy extra CD-n. A BBC 2-es rádió is betiltotta, a mögöttes tartalma miatt. Ekkoriban jelentették be hivatalosan is, hogy Robbie Williams és Guy Chambers együttműködése véget ért. A Come Undone kislemez-változata végül nem ugyanaz lett, mint ami az albumra került.
A harmadik kislemez az albumról a Something Beautiful volt, az a dal, amit Williams Barbadoson írt. A dalt először Tom Jonesnak dedikálta, de aztán feldolgozták, hogy rákerüljön az albumra. A kislemez 2003 nyarán jelent meg. A sikere kisebb volt, a többi Williams-slágerrel összehasonlítva, de még így is bekerült a legjobb tíz dal közé az Egyesült Királyságban, Új-Zélandon és Dániában. A videóklipben egy szereplőválogatás látható, ahol Robbie Williams-hasonmásokat keresnek. A végén három győztes találkozhat Williams-szel. A videóklip a világ különböző tájai számára három különböző változatban készült.
Williams 2003 nyarán indult el világturnájára, három koncertet adott Knebworthban. A három koncertet összesen 375 000 rajongója nézte meg.
Az Escapologyból végül majdnem 2 millió példányt adtak el 2003 végére, az Egyesült Királyságban 6-szoros platinalemez lett, a 60. legjobb valaha eladott angol album lett. Európában 5 milliós példányban kelt el.
2003 szeptemberében Williams kiadta első élőben felvett albumát, a Live at Knebworth-ot, mely tartalmazta az azon év augusztusában felvett dalait is. Az album a leggyorsabban eladott lemez lett az Egyesült Királyságban, az első héten 120 ezer példányban kelt el, ezzel lekörözte az Oasist, amely együttes csak feleannyi lemezt tudott eladni ennyi idő alatt. Az album Németországban és Ausztriában az első helyre került, Európa többi részén, Délkelet-Ázsiában és Latin-Amerikában az első tízbe jutott be. Az album végül mintegy 600 ezer példányban fogyott az Egyesült Királyságban, ezzel 2-szeres platinalemez lett. Európában 2 milliót adtak el belőle.

### Greatest Hits(2004)
A Live at Knebworth című élő albumának megjelenése után egy évvel, 2004 októberében, Williams úgy gondolta, itt az ideje, hogy visszatekintsen a karrierjére és hogy megmutassa azokat az új dalokat, amelyeket új producerével, Stephen Duffyval közösen készített.
A Greatest Hits című válogatásalbum első kislemeze a Radio volt, 2004 októberében jelent meg, az első helyen debütált a brit kislemez listán (ezzel Williams hatodik No. 1 kislemeze lett), 41 732 példányt adtak el belőle, a dal az első helyre került Dániában és Portugáliában és bekerült az első 10 kislemez közé a világ számos országában.
Két héttel később megjelent a válogatásalbum, 320 000 darabot adtak el belőle rögtön az első héten, az Egyesült Királyságban az első helyen debütált és a leggyorsabban eladott 'Greatest Hits' album lett az országban, az album a slágerlista elejére került nem kevesebb, mint 18 országban, az Arab Emírségekben, Franciaországban, Olaszországban, Portugáliában, Spanyolországban, az előbb említett Egyesült Királyságban, Argentínában, Kolumbiában, Németországban, Ausztráliában, Új-Zélandon, Svájcban és Libanonban.
Az album második kislemeze, a Misunderstood, egy ballada, a Bridget Jones: Mindjárt megőrülök! című film betétdala lett (2004. december 6-án jelent meg), amely szerte a világon bekerült a top 10-be 2004 decemberében, ezzel a legjobban eladott album lett az Egyesült Királyságban. A brit zene történetének a 61. legjobban eladott lemeze lett a több mint 2 millió eladott példánnyal, a BPI-től pedig 6-szoros platinalemez minősítést kapott. A Greatest Hits Európában is a legjobban eladott lemeze volt a 2004-es évnek, 5-szörös platina minősítést kapott, mivel Európában több mint 5 millió darabot adtak el belőle.
Nyolc évvel azután, hogy megjelent, az Angels című kislemez, 2005 februárjában a brit közönségtől megkapta 2005 Brit díját "Az Elmúlt 25 Év Legjobb Kislemeze" címet.

### Intensive Care(2004–2005)
2004 végén, miután Greatest Hits című albumával turnézott Latin-Amerikában, Williams a következő lemezén kezdett el dolgozni, hatodik stúdióalbumán. A lemezt Williams Hollywood Hills-en lévő házában rögzítették, az énekes Stephen Duffyval készítette a lemezt, amely 24 hónap alatt készült el.
A Louise című kislemez eredeti dalát a Human Leauge brit együttes adta elő, ez inspirálta Wiliamst a dal megírására. A dal egy férfiról szól, aki kilép egy kapcsolatból és csak később jön rá, hogy még mindig szereti a lányt.
Az album első kislemeze, a Tripping 2005. október 3-án jelent meg, nemzetközi siker lett, a slágerlisták élére került Németországban, Ausztriában, Hollandiában, Olaszországban, Svájcban, Svédországban, Norvégiában és Spanyolországban.
Az album 2005. október 9-én jelent meg Németországban, Berlinben. Az egész világon elsöprő sikert aratott, első helyezett lett az Egyesült Királyságban, az első héten 373 000 példányt adtak el belőle és a német slágerlistákon is az élre került. Ezen kívül Svájcban, Ausztriában, Ausztráliában, Svédországban, Új-Zélandon, Hollandiában, Finnországban és más országokban is a slágerlisták élére került.
2005 novemberében hazatért az MTV Europe Music Awards díjátadásra, ahol megkapta a Legjobb Férfi Énekes címet és a Guinness Book-ba is bekerült, amikor 2006-ban bejelentette a turnéját (World Tour for 2006), mert 1.6 millió jegyet adtak el a koncertjeire egyetlenegy nap alatt. De sikerét követően Gary Barlow, Mark Owen, Jason Orange és Howard Donald, a Take That tagjai egyetértettek abban, hogy az együttes újjáalakuljon Notting Hillben, Nyugat-Londonban és egy előzetes dokumentumfilm készüljön róluk. A dokumentumfilmet 2005. november 16-án mutatták be az ITV1-en. Sajnos, a Sunday Mirror szerint: "Robbie bejelentette, hogy nem jön. A többiek kikészültek, de tudták, hogy a shownak mennie kell tovább."
Decemberben megjelent az album második kislemeze, az Advertising Space, amely bekerült a top tenbe több európai országban: Angliában, Németországban, Svájcban, Ausztriában és Olaszországban.
Williams Dél-Afrikában kezdte meg 2006 áprilisában a Close Encounters World Tour elnevezésű turnéját, amikorra befejeződött Európában a turné, 2,5 millió jegyet adtak el a koncertekre, ezután Latin-Amerikában és Ausztráliában folytatódott a turné, itt érte el a 3 milliós nézőszámot összesen.
Hosszú szünet után, 2006-ban jelent meg a következő kislemez, a Sin Sin Sin. Ez volt az első dal, amit Williams és Stephen Duffy közösen írt, a dal videóklipjét Fokvárosban, Dél-Afrikában rögzítették, azelőtt, hogy a turné elkezdődött volna. Ez volt Williams első kislemeze, amely nem került be a UK Top 20-ba, csak a 22. helyig tudott felkapaszkodni, de néhány országban mégis bekerült a Top 20-ba: Németországban, Svájcban, Ausztriában, Hollandiában, Dániában, és Olaszországban.
Az album promóciójának a végére bejelentették, hogy több mint ötmillió példányt adtak el belőle Európában, itt ötszörös platinalemez lett az IFPI szerint, az Egyesült Királyságban szintén ötszörös platinalemez lett, ezzel a leggyengébben eladott lemeze lett az énekesnek az országban.

### Rudebox: eltérő fogadtatások (2006–2007)

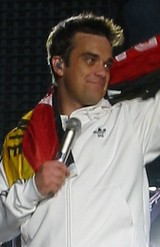
Williams hamburgi koncertjén, 2006-ban

Williams hetedik stúdióalbuma, a Rudebox 2006 elején jelent meg. A Rudebox egy dance, illetve egy elektronikus zenei stílusú album, amely a Pet Shop Boys, William Orbit, a Soul Mekanik, illetve Joey Negro és Mark Ronson közreműködésében született.
Az album első kislemeze, az azonos című Rudebox premierje a BBC Rádió 1-ben volt, Scott Mills műsorában. A rádiós megjelenés vitát okozott, mivelt a lemezkiadó embargója ezzel megtört, bár Williams később támogatta a rádiót, hogy így döntött. Rögtön azután, hogy a kislemez megjelent, vitát váltott ki, mivel Williams radikális változtatásokat hajtott végre a kislemezen, amely emiatt különbözött az addigi kislemezeitől. A The Sun című angol napilap "A Legrosszabb Dal" címet adta a kislemeznek. Bár Victoria Newton, a cikkíró leszögezte, hogy voltak "holtbiztos" sikerdalok az albumon. A Rudebox szeptemberben jelent meg és a brit kislemez lista negyedik helyére került; bár Németországban, Svájcban és Olaszországban első lett.
A Rudebox Williams korát megelőző dance-elektro albuma lett, amikor 2006. október 23-án megjelent. Vegyes fogadtatása volt: Az AllMusic négy csillagot adott neki, a New Musical Express 10-ből 8-at, a Music Week és a MOJO egyaránt pozitívan értékelte, de más brit lapoktól sokkal rosszabb véleményt kapott. Bár az album az első helyre került, az eladás messze elmaradt az EMI kiadó elvárásaitól, hiszen az összes eladást tekintve Williams korábbi együttesének, a Take Thatnek Beautiful World című lemeze jobban fogyott. Kicsit kevesebb, mint 500 000 példányt adtak el a lemezből az Egyesült Királyságban, ezzel a legrosszabbul eladott lemeze lett az országban, a BPI kétszeres platinalemezzé minősítette. Más országokban a közönség jobban fogadta a lemezt, első helyezett lett Németországban, Svájcban, Ausztriában, Ausztráliában, Finnországban, Olaszországban és Dániában.
2006. november 8-án az IFPI Európában kétszeres platinalemezzé minősítette a Rudebox-ot a kontinensen több mint 2 millió eladott példánya miatt, ezzel 2006-ban ez a lemez lett leghamarabb platina. 2006-ban a világszerte legnagyobb példányszámban eladott lemezek listáján a tizennyolcadik helyre került, a Pet Shop Boys énekese, Neil Tennant kijelentette, hogy az albumból 2007 elején 4,5 millió darabot adtak el.
A második kislemez, a Lovelight nem sokkal az album megjelenése után jött ki, hivatalosan november 13-án. Az Egyesült Királyságban bekerült a Top 10-be, Hollandiában, Finnországban, Dániában és Olaszországban, de Williams előző kislemezeinek sikerét nem érte el, nem volt hosszú életű a slágerlistákon.
2006-ban Latin-Amerikában Williams 16. lett a népszerűségi listán, és a harmadik lett azon a listán, ahol a legtöbbet játszott nemzetközi zenészek vannak.
Ebben az időben került be a Guinness Rekordok Könyvébe, amikor bejelentette 2006-os turnéját (World Tour for 2006), mert 1,6 millió jegyet adtak el egyetlen nap alatt a koncertekre.

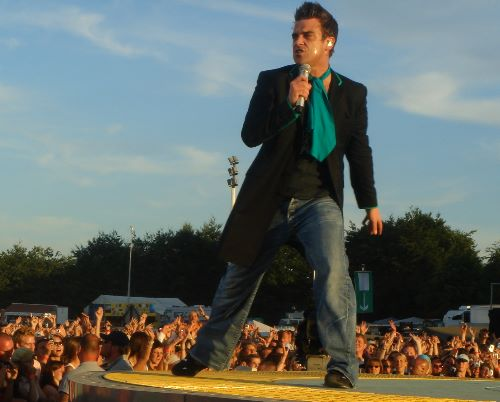
Robbie Williams hamburgi koncertjén, (2006)-ban

A harmadik kislemez, a She's Madonna remixeket tartalmaz Kris Menace-től és Chris Lake-től, az európai rádióállomásokon január végén kezdték játszani, megelőzve a kislemez hivatalos megjelenését, amely 2007. március 5-én volt. A kislemeznek nem volt nagy sikere az Egyesült Királyságban, csak a 16. helyig jutott el a slágerlistán, de Európa legtöbb országában bekerült a Top 10-be és első lett a European Airplay Chart-on, miután két hétig volt a második helyen, amit Williams előző csapata, a Take That nem mondhat el magáról.
Megállapodás született arról, hogy a kislemez nem fog megjelenni Latin-Amerikában, vagy Ausztráliában, de később ezekben az országokban mégis sokat játszották a dalt a rádióállomások. Ennek ellenére a kislemez digitálisan letölthető formában megjelent Mexikóban, négy különböző formátumban. 2007 augusztusában a kislemez az amerikai Billboard slágerlista Hot Dance Club Play listájának 12. helyére került fel.
A Bongo Bong and Je Ne T'Aime Plus című dal egy brit énekesnő, Lilly Allen közreműködésével készült, a harmadik kislemezként jelent meg Latin-Amerikában és néhány európai országban, (eredetileg Manu Chao írta és adta elő). A rádióban 2007 januárjában kezdték el játszani, digitálisan letölteni először februárban lehetett.
Hogy népszerűsítse albumát, Williams több rövid filmet készített. A Goodbye to the Normals című filmet Jim Field Smith rendezte, aki közreműködik a Burslem Normals című számban.

### Reality Killed the Video Star (2007–2009)

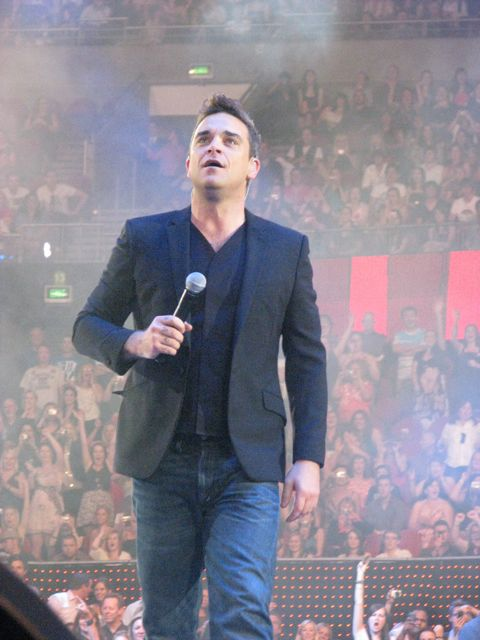
Robbie Williams 2009 novemberében

2007. október 4-én Williams visszatért a színpadra, csaknem 10 hónap után, amikor vendégként fellépett Mark Ronson koncertjén Los Angelesben. A The Charlatans együttes dalát, a The Only One I Know-t adta elő, amely Ronson Version című albumára is felkerült.
Az új, Guy Chamberssel közösen készítendő stúdióalbumának terve 2007 elején merült fel, az ismert elkötelezettség mentén, ami az EMI-hoz fűzte. Laura Critchley brit énekes-dalszerző nyilatkozott arról, hogy három készülő dalban vokálozott és szerinte a lemezt nem adják ki 2009-ig.
2008. január 16-án bejelentették, hogy Williams néhány dalon együtt dolgozik Chaz Jankellel, az Ian Dury and the Blockheads korábbi tagjával. Ugyanebben a cikkben arról írtak, hogy az újjáalakulás Guy Chamberssel még nincs kidolgozva és az anyag, amin Williams Jankellel dolgozik, az alapja lesz az új stúdióalbumnak. Mindamellett, hogy a Blockheads hivatalos honlapján megerősítették, hogy Chaz Williams szerzőtársa, a hír, hogy Guy Chambers többet nem dolgozik együtt Williams-szel, nem volt hivatalos. 2008 augusztusának végén, Williams barátja, Callum Blue nyilatkozott arról, hogy az énekes még mindig az albumon dolgozik.
Februárban bejelentették, hogy a dalokat Williams Guy Chamberssel és Mark Ronsonnal írta. Az énekes szóvivője, Tim Clark mondta, hogy Williams tervei szerint a felvételek 2009 márciusában fognak elkezdődni és a stúdióalbum 2009 őszén jelenhet meg. Valószínűleg ez lesz az énekes utolsó albuma, amely az EMI-nál jelenik meg.
Tim Clark azt is bejelentette, hogy Williams ismét együtt fog dolgozni a Soul Mekanik duóval. Az énekes további szerzőket és producereket is megkeresett, de egyelőre több közreműködőről nem tudott a menedzser beszámolni.
A Reality Killed The Video Star végül az alábbi időpontokban jelent meg a különböző országokban: elsőként 2009. november 6-án Németországban, Ausztráliában, Ausztriában, Svájcban és Mexikóban, november 9-én az Egyesült Királyságban, Franciaországban és Magyarországon, november 10-én Spanyolországban, november 17-én az Amerikai Egyesült Államokban és Kanadában, november 18-án Japánban és november 24-én Brazíliában.
Az album első kislemeze, a Bodies 2009. október 12-én jelent meg. A második kislemez, a You Know Me pedig 2009. december 9-én jelent meg az Egyesült Királyságban.
Williams 2009. október 20-án a BBC Electric Proms rendezvény keretében a londoni Roundhouse-ban adott koncertet, melyen teljes fúvós és vonós zenekar kísérte, új lemezének producere, Trevor Horn vezetésével.
| „                 | Nagyon várom, hogy élőben is előadhassam új dalaimat, hogy újra Trevorral dolgozzam, és lássam, hogyan reagálnak az emberek az egészre. | ” |
| – Robbie Williams | |   |

2009 őszén bejelentették, hogy Williams 2009. november 26-án vendégelőadóként fel fog lépni Sydney-ben, az Acer Arenában az ausztrál ARIA díjátadó ünnepségén. A díjátadó ünnepséget a Music Television közvetíteni fogja.
2009. november közepére az album számos országban a slágerlista élére került: Ausztráliában, Ausztriában, Hollandiában, Horvátországban, Németországban és Európa Top 100 albumának listáján is az első helyet foglalta el. Második helyezést ért el az Egyesült Királyságban, Belgiumban, Csehországban, Franciaországban és Olaszországban. Magyarországon a MAHASZ slágerlista 7. helyére került. Az Amerikai Egyesült Államokban most sem sikerült Williamsnak kimagasló eredményt elérnie, hiszen a Billboard 200-as listán csak a 160. helyet tudta elfoglalni a nagylemez.
November végén Williams Ausztráliába utazott, hogy fellépjen az ARIA Music Awards of 2009 gálán.
A nagylemez multi-platina minősítést kapott az Egyesült Királyságban, mivel csaknem 1 millió példányt adtak el belőle.

### A Take That újjáalakulása

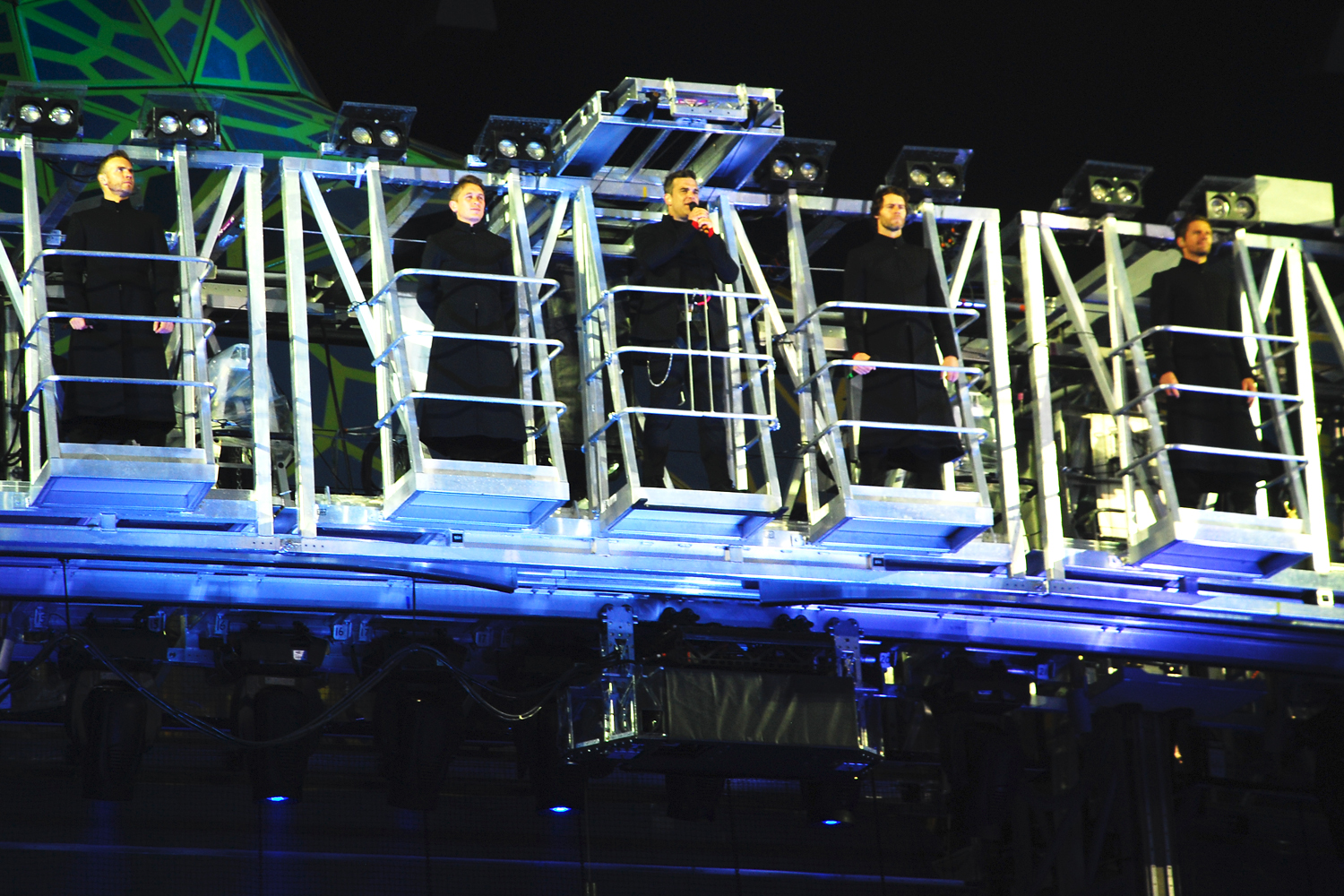
A Take That 2011. június 12-én Manchesterben

Williams, aki 90 millió angol fontot keresett, amióta kivált a Take That együttesből, 2008 decemberében bejelentette, hogy visszatér Angliába, hogy nyolcadik stúdióalbumát nyár végére elkészítse és elmondta, hogy talán újra csatlakozik a Take That-hez. Fotók készültek az énekesről, jobb karján lévő új tetoválásáról, amely a Take That logo-t ábrázolja.
Williams, aki egy 7 millió fontot érő kúriát vásárolt Compton Basset-be, Wiltshire-ben, miközben hazatérését tervezte Amerikából, ezt mondta:
Leginkább az ütött szíven, ahogy bolondoznak egymással. Ez a legjobb az egészben, ha egy bandában vagy. Amióta eljöttem a Take That-ből, mindig is egy bandához akartam tartozni. Sokat voltunk együtt a nyáron. Csodálatos volt. Mindannyian érettebbek lettünk, amióta szétváltunk. Boldogan mondhatom, hogy a félreértések elmúltak. Ennek örömére tetováltattam a Take That jelet a jobb karomra. Büszke vagyok arra, hogy ismerem őket és büszke vagyok arra, hogy a csapatban lehetek.
2009. március 27-én Williams úgy nyilatkozott, hogy kész újra csatlakozni a Take That-hez. Ezt mondta: Napi kapcsolatban vagyok velük, még Garyvel is, és úgy tűnik hétről hétre jobb a kapcsolatunk. A fiúk, úgy tűnik, akarják és néhány ember azt hiszi, hogy ez már biztos ügy. Azt hiszem, jó móka lesz.
2009. november 12-én, a londoni The Royal Albert Hall-ban, a Children In Need alapítvány javára adott jótékonysági koncerten az énekes közösen lépett fel a Take Thattel és melegen üdvözölték egymást Gary Barlow-al a színpadon. Mind a ketten részt vettek a másik záró dalában az est végén. Williams következésképpen utalt rá egy interjúban, hogy a csatlakozás a bandához most nem időszerű.
2010. február 15-én a The Sun című napilap közölt egy interjút Robbie-val, amelyben az énekes megemlítette, hogy ő és a Take That a Los Angeles-i stúdióba vonul.
Július 15-én bejelentették, hogy az énekes csatlakozik a Take That-hez. 2010 novemberében a megjelent a Take That nagylemeze, a Progress, amely a leggyorsabban eladott album lett 2000 óta és az Egyesült Királyság zenei életének második leggyorsabban eladott lemeze lett. Robbie kijelentette, hogy a közte és Gary Barlow közt fennállt legnagyobb ellentét feloldódott és már sokkal közelebb állnak egymáshoz.
A Take That hivatalosan bejelentette a Progress Live 2011 elnevezésű 36 állomásos turnéját, amellyel a nyár folyamán bejárják majd az Egyesült Királyságot és Európa néhány nagyvárosát. A turné első állomása 2011. május 27-én Sunderland-ban lesz Angliában, az utolsó koncert pedig 2011. július 29-én lesz Münchenben, Németországban. A londoni Wembley Stadion-ban 8 koncertet fog adni a Take That 2011. június 30. és július 9. között.

### Észak-amerikai fogadtatása
Williams világmértetű népszerűségével szemben az Amerikai Egyesült Államokban még mindig nem tudott betörni a slágerlisták élére vagy egy sikeres koncertet tartani.
Első amerikai kislemeze, a Millennium csak a 72. lett a Billboard-listán. Legjobb helyezése az amerikai listák közül a Top 40 Mainstream-en a 20. volt. Második kislemeze, az Angels a Hot Adult Contemporary listán a 10. helyig jutott. Ez a dal a Billboard-listán a 41. helyig jutott, ezzel ez a főbb amerikai listákon a legmagasabb helyig jutott és a legismertebb Robbie Williams-dal az Egyesült Államokban. Később Jessica Simpson és David Archuleta is feldolgozta a számot. 1999-ben Williams forgalomba hozta első két albumából készült válogatásalbumát, a The Ego Has Landed címűt. Az album a 63. helyezésig jutott és aranylemez lett, több mint 500 000 eladott példánnyal.
Később, 2000-ben megjelent a Rock DJ című kislemeze, a Sing When You’re Winning Amerikában megjelent albumáról, ez a 24. helyig jutott a Hot Dance Club Play-listán, de nem jutott be a Billboard 100-as listára. A Billboard 200-as listán szerepelt, ott a 110. helyen és csak négy hétig maradt ott.
Az EMI azt remélte, hogy egy lemezbemutató turnéval és az Escapology megjelentetésével Williams végre betör az amerikai piacra is. Az énekes a Feel című dalt olyan műsorokban mutatta be, mint a Good Morning America és a The Tonight Show with Jay Leno. Ennek ellenére a dal nem jutott fel a Billboard-listára, de a Hot Adult 40-es listáján a 28. lett.
Az Escapology-album végül nem futott be Amerikában, csak 200 000 példányban kelt el, bár a 43. helyig jutott el a Billboard-listán.
Az Intensive Care és a Rudebox-lemezek az amerikai piacon nem lettek forgalomba hozva, de elérhetők voltak az iTunes-on.
Williams kislemezét, a Lovelight-ot az Amerikai Egyesült Államokban a Virgin Records adta ki és 2008 márciusában a Billboard Hot Dance Club Play listáján a 23. helyezéssel nyitott, májusra pedig a 8. helyezést érte el. Ez volt a harmadik brit kislemez, amelyik felkerült az amerikai dance listára. Ez volt Williams hatodik kislemeze, amelyik felkerült az amerikai listára és a második legjobb helyezésig jutott. A Rudebox című album többi kislemeze, amelyek Amerikában is kiadásra kerültek, a következőek: She's Madonna, We're the Pet Shop Boys és a We're the Pet Shop Boys (Close My Eyes). Ezek a dalok a 12., 5. és a 7. helyekig jutottak a Hot Dance Club Play-listán.
Kanadában melegebb fogadtatásban részesült, a Feel 54 hétig szerepelt a kanadai kislemez-listán és a legjobb tíz dal közé is bejutott. Néhány egyéb más dala is népszerűségnek örvendett ott, név szerint az Angels, a Millennium, a Rock DJ, a Tripping és a She's Madonna. Williams platinalemezt kapott az The Ego Has Landed albumáért, melyből több mint 100 000 példányt adtak el és aranylemezt a Swing When You’re Winning albumért, ahogy az Escapology lemezért is, amelyet több mint 50 000 példányban sikerült értékesíteni.

### 2010
Robbie Williams a 2000–2010 közötti évtized harmadik legtöbbet hallgatott zenésze az Egyesült Királyságban. A lista TV-s, rádiós megjelenések számán alapszik. A listát Madonna vezeti, második helyezett a The Beatles, harmadik Robbie Williams. Williams a legfiatalabb férfi szólóénekes ezen a listán, amelyet a BBC rádió 2 műsorában, a People's Artist Chart-on mutatott be Patrick Kielty.
1. Madonna
2. The Beatles
3. Robbie Williams
4. Queen
5. Take That
6. Sugababes
7. Elton John
8. Elvis Presley
9. ABBA
10. Coldplay

### In And Out Of Consciousness: Robbie's Greatest Hits 1990–2010
2010 júniusában hivatalosan is bejelentették, hogy az EMI kiadja az énekes második válogatásalbumát In And Out Of Consciousness: Robbie's Greatest Hits 1990–2010 címen, amellyel az énekesi pályán eltöltött 20. évét szeretné ünnepelni. A válogatásalbum első kislemeze a Shame című single, amelyet Williams Gary Barlow-val, a Take That tagjával írt közösen és amelyet együtt is adott elő. A kislemez 2010. október 4-én jelent meg, az album pedig 2010. október 11-én (CD és DVD formátumban).
A válogatásalbum az Egyesült Királyság albumlistája 1. helyére robbant be megjelenésének első hetében, az énekes így mondott köszönetet a bámulatos eredményért:
Annyira izgatott vagyok, hogy kijött a 9. albumom. Nem is jöhetett volna jobbkor – 20 éve vagyok a pályán és éppen egy új kalandban veszek részt a Take That-tel együtt. Köszönet a rajongóimnak, akik hosszú évek óta támogatnak – bámulatosak vagytok!
Az album nem csak a második leggyorsabban eladott album lett ebben az évben, hanem a legnagyobb példányszámban eladott lemez is, hiszen a 2010. október 11-i megjelenése óta 120 000 darabot adtak el belőle. Ez több mint a legjobb 5 album eladott példányszáma együttvéve. A válogatásalbumot a BPI 2010. október 15-én platinalemezzé nyilvánította.

### 2011- napjainkig: aTake the Crown
2011. október 6-án az énekes hivatalos honlapján bejelentette, hogy elindítja saját internetes rádióját, a Rudebox Radio-t, amelyet Los Angeles-i stúdiójából közvetítenek. A rádióban az énekes kedvenc zenéit hallgathatják meg rajongói, köztük pedig interjúkat néhány vendéggel.
Robbie Williams bejelentette, hogy Gary Barlow-val elkezdett dolgozni új szólóalbumán, amelynek megjelenését 2011 végére tervezik. Az album producere Gary Barlow lesz. Az énekes hivatalos honlapján azt is bejelentette, hogy egy új duettet is készül felvenni.
2011. október 21-én Williams bejelentette, hogy aláírta a lemezszerződést a Universal Music kiadóval, mert korábbi kiadójával, az EMI-al felbontja a megállapodást. Leszögezte: "Nagyon izgatott vagyok, hogy a Universal-családhoz csatlakozhatok és azt gondolom, ez lesz karrierem legizgalmasabb része." A Take the Crown nagylemez 2012. november 5-én jelent meg az Egyesült Királyságban, az album első, Candy című kislemeze megjelenésének hetében az angol slágerrista élén végzett.

## Turnéi
| Sorszám | Dátum                           | Turné neve                                          |
| ------- | ------------------------------- | --------------------------------------------------- |
| 1.      | 1997. október 1–20.             | UK Tour – The Show Must Go On                       |
| 2.      | 1997. november 7–16.            | UK Tour – The Show Must Go On                       |
| 3.      | 1998. május 15.–június 5.       | UK Tour 1998 – The Ego Has Landed                   |
| 4.      | 1998. június 27.–augusztus 29.  | Summer Festival Tour 1998                           |
| 5.      | 1998. november 27.–december 10. | European Tour 1998                                  |
| 6.      | 1999. január 28.–március 3.     | UK Tour 1999                                        |
| 7.      | 1999. május 1.–június 7.        | USA Summer Tour 1999                                |
| 8.      | 1999. május 21.–augusztus 25.   | European Festival Tour 1999                         |
| 9.      | 1999. szeptember 3.–15.         | European Tour 1999                                  |
| 10.     | 1999. október 12.–30.           | USA Tour 1999                                       |
| 11.     | 2000. október 28.–november 1.   | UK Tour 2000                                        |
| 12.     | 2001. február 12.–március 16.   | European Tour 2001                                  |
| 13.     | 2001. július 29.–augusztus 11.  | UK/European Tour 2001                               |
| 14.     | 2001. október 18.–november 16.  | Autumn Tour 2001                                    |
| 15.     | 2003. június 28.–augusztus 9.   | European Summer Tour 2003                           |
| 16.     | 2003. október 19.–december 14.  | Autumn Tour 2003                                    |
| 17.     | 2006. április 10–21.            | Spring Leg 2006                                     |
| 18.     | 2006. június 13.–szeptember 19. | European Summer Leg 2006                            |
| 19.     | 2006. október 15–22.            | Autumn Leg 2006                                     |
| 20.     | 2011. május 31.–július 29.      | UK/Europe Tour: Progress Live (2011) a Take Thattel |

## Zenekara
- Robbie Williams – ének
- Stephen Duffy – gitár

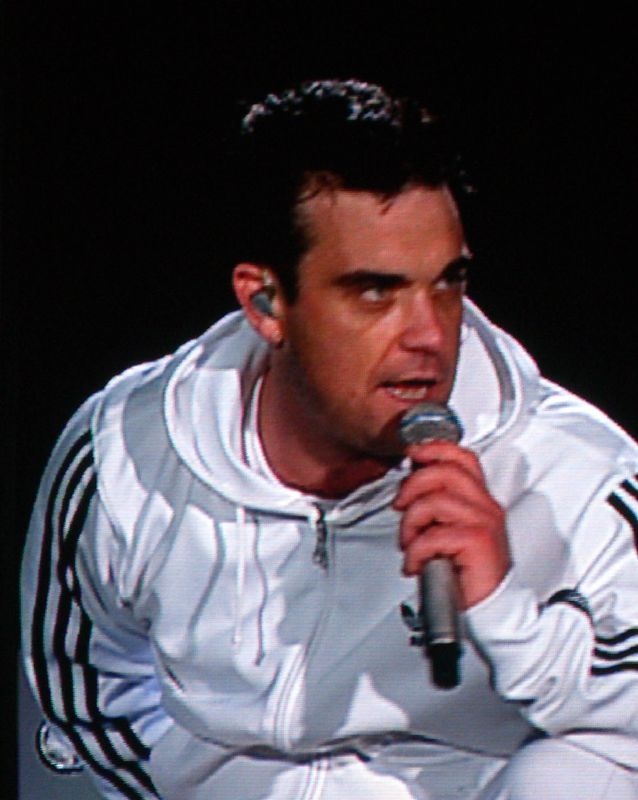
Robbie Williams 2006-ban Bécsben

- Claire Worrall – billentyűs hangszerek, gitár
- Gary Nuttal – gitár
- Jerry Meehan – basszusgitár
- Chris Sharrock – dobok
- Claudis Fontaine – vokál
- Andrea Grant – vokál
- Jo Garland – vokál
- Sara-Jane Skeete – vokál
- Derek Green – vokál
- Colin Griffin-Brown – vokál

## Zenei stílusa
Robbie Williams zenei pályája kezdetén a Take That brit pop csapat vokalistája volt 1990–1995-ig.
Az azóta eltelt évek során sokszínűségéről meggyőződhettek rajongói. Szólóénekesi karrierjének első nagylemezére, a Life thru a Lens-re és az I’ve Been Expecting You című stúdióalbumra még a pop-rock, soft rock, britpop stílus volt jellemző.
A Sing When You’re Winning című albumon már található olyan felvétel (Rock DJ), amely új stílusokkal színesíti a palettát: R&B, disco, elektronikus zene, rock.
Az ez után következő nagylemez, a Swing When You’re Winning mindenképpen meglepetést okozott, hiszen ezen a lemezen Williams a nagy elődöknek tisztelegve (Frank Sinatra), főleg swing (I Will Talk and Hollywood Will Listen, Mr. Bojangles) és jazz (Mack the Knife, Do Nothing till You Hear From Me) stílusú dalokat adott elő.
Az Escapology című 2002-es stúdióalbum visszatért az előző, megszokott stílusaihoz: pop-rock, soft rock (Feel, Sexed Up). A Guy Chambers-szel való szakítás után a One Fine Day, a Nan’s Song és a Come Undone című dalokat Williams maga írta.
Az Intensive Care című 2005-ben megjelent stúdióalbum nagy sikerű, kislemezként is megjelent Tripping című dalát maga Williams „mini gengszter operának, egy fajta kabaré-reggae-nek hívta. Ezen kívül ismét a rock, soft rock, pop stílus jellemző az albumra.
A Rudebox című albumnak vegyes fogadtatása volt, mert ezen a lemezen az énekes nagy kirándulást tett olyan stílusokban, amelyek addig egyáltalán nem voltak jellemzőek a zenéjére, mint például a Rudebox című kislemez, amely rap és dance pop stílusban íródott. A lemez több dalára jellemző a Pet Shop Boys dance-pop, szintipop stílusa, nem véletlenül, hiszen a nagy sikerű dal, a
She's Madonna szövegírója az együttes tagja, Neil Tennant és Chris Lowe, A We're the Pet Shop Boys című dalt pedig az együttessel adta elő Williams.
A legújabb stúdióalbum, a Reality Killed The Video Star munkálatait 2009 tavaszán kezdték meg. Az album 2009. november 9-én jelent meg az Egyesült Királyságban és november 17-én Amerikában. Williams Londonban, egy hivatalos zenei eseményen mutatta be az új albumot, ahol jelen volt Andria Vidler, az EMI angliai és ír részlegének elnöke is. Mark Sutherland, a Billboard magazintól így jellemezte az albumot: "Az album visszautal Williams zenéjének 2006 utáni hangzására, amely sokkal kísérletezőbb volt – és kereskedelmileg alulteljesített – és ez a Rudebox című album. Williams mind a hét stúdióalbuma eddig No. 1 sikereket hozott az Egyesült Királyságban. [...] Amíg a vezető kislemez, a Bodies jellegzetessége a még kifinomultabb elektronikus hangzás, mint a Rudebox című lemezen, az album nagy része visszatér az élénk kortárs pop világhoz, amelyet az Escapology és az Intensive Care című albumok képviselnek. A Reality Killed The Video Star olyan friss balladákat tartalmaz, mint a Morning Sun és a You Know Me, a bonyolult szójátékú Blasphemy és a 80-as évek stílusát idéző Last Days of Disco. [...] A biztos hangzással bíró énekes kísérletezik néhány kissé pszichedelikus dallal, ilyen a Deceptacon, elektronikus dance stílusú dallal, mint a Starstruck és a Difficult for Weirdos.

## Együttműködések
- Kids – duett Kylie Minogue-al (Williams egyik legsikeresebb duettje. A kislemez a második helyet érte el a brit kislemez listán)
- Somethin’ Stupid – 2001-es duett Nicole Kidman-nel (Frank Sinatra és Nancy Sinatra énekelte korábban) a kislemez első helyezést ért el az angol kislemez listán
- No Regrets – közreműködik: Neil Tennant a Pet Shop Boys-ból és Neil Hannon a The Devine Comedyből
- My Culture – 1 Giant Leap dala (közreműködik: Robbie Williams – vokál, Maxi Jazz – vokál)
- Concrete című Pet Shop Boys dupla CD-jén, mint vendégénekes szerepelt Williams
- She's Madonna című, harmadik kislemezén szerepel a Pet Shop Boys (2007. március)
- Please Don't Talk About Me When I'm Gone 2007-es duett Dean Martinnal
- Shame – duett Gary Barlow-val, a Take That vezető énekesével, dalszerzővel. Ez a kislemez lett Williams új válogatásalbumának, az In and Out of Consciousness: The Greatest Hits 1990–2010-nek a vezető kislemeze.

## Videójáték
2010. november 12-én megjelent a We Sing Robbie Williams című karaoke videójáték, amelyben szerepel maga, az énekes is. A játék 25 dalt tartalmaz, eredeti videóklipjével együtt. A játékot a Nordic Games adta ki, az EMI engedélyével. A játék tartalmazza a Shame című kislemez klipjét is, amelyen Williams mellett Gary Barlow is szerepel egy extra, 26. lejátszható track-on.

## Életstílus
Williams jelenleg a legtöbb idejét Los Angelesben, Kaliforniában tölti. Sokszor nyilatkozott úgy, hogy mennyire élvezi azt a szabadságot és magánéletet, amit az Egyesült Királyságban nem kaphat meg. Ennek ellenére, sok szóbeszéd volt arról, hogy Williams visszaköltözik Angliába. A szóbeszédből valóság lett, amikor az énekes 7 millió fontért megvásárolt egy kúriát Compton Bassetben, Wiltshireben és 2009 januárjában visszatért Angliába. Azóta feltűnt Wotton Bassetben, Devizes-ben és Swindonban (Délnyugat-Angliában).
Az énekes különböző mentális problémákkal küzd hosszú évek óta, önbecsülés-problémával, alkoholizmussal, kábítószer-problémákkal. Egyszer nyilvánosságra hozta, hogy Elton John segített neki 1997-ben, szólókarrierjének kezdetén. Elton John vitte őt be egy klinikára, hogy kezeljék a drogproblémáját.
2007. február 13-án Williams bevonult az Arizona állambeli Tucson rehabilitációs klinikájára, ahol antidepresszáns gyógyszerrel kezelték. Hivatalos honlapja szerint március 7-én jött ki a klinikáról.
Williams erősen érdeklődik az UFO-k és a hozzájuk kapcsolódó paranormális jelenségek iránt, különösen 2007–2008-ban sokat foglalkozott ezzel. Ezen érdeklődésének köszönhetően részt vett a BBC Radio 4-ben, Jon Ronson dokumentumműsorában. A stáb követte őket Nevadába, egy UFO-gyűlésre. A 2008-as The Jeremy Kyle Showban elhangzott Joss Stone-interjúban Williams megmutatta, hogy háromszor látott már UFO-t. Williams azt mesélte, hogy először Angliában, gyerekkorában látott UFO-t, másodszor Beverly Hillsben és a harmadik találkozás pontosan azután történt, hogy írt egy dalt az idegenekről.
2009. november 30-án az énekes egykori fodrásza, Aaron Vickers öngyilkos lett Williams wiltshire-i otthonához közel. Vickers Los Angelesben találkozott először az énekessel, miután bemutatták őt Williams gyermekkori barátjának, Jonathan Wilkesnek. Amikor 2009 elején Williams 8,5 millió fontért megvásárolta az angliai kúriát, megengedte Vickersnek, hogy anyagi problémái miatt a kúria melléképületében lakjon néhány hónapig.

### Vagyona
2006-ban a Sunday Times angol újság vagyonosokat tartalmazó listája szerint vagyona 90 millió angol fontnál többet ér.
Williams élethosszig tartó támogatója a Port Vale futballcsapatnak, amelyik szülővárosának, Stoke-on-Trentnek a csapata. 2006 februárjában 240 ezer fontért részesedést vásárolt a klubból, ezzel ő lett a klub legnagyobb részvényese.
A Sunday Times 2009-es listája szerint Williams vagyona 80 millió angol font.
A 2010-es vagyonosokat tartalmazó listája szerint az énekes vagyona 2010-ben 85 millió angol font.

## Jótékonyság
Robbie Williams jótékonysági munkája: 
- UNICEF

2006-ban Robbie Williams UNICEF nemzeti nagyköveteként jótékonysági futballmérkőzést szervezett a UNICEF számára. A mérkőzésen angol hírességek és a világ többi csapatának nagy öregjei csaptak össze (Diego Maradona, Jamie Threakston, Gordon Ramsay, Dunga és Marcel Desailly). A mérkőzést a Manchester United otthonában, az Old Trafford stadionban tartották. 70000 néző volt jelen az eseményen. Ezzel a mérkőzéssel Williams 6 millió fontot gyűjtött a UNICEF számlájára.
Robbie Williams mondta ezzel az eseménnyel kapcsolatban:
"2001 óta vagyok a UNICEF nemzeti nagykövete és az életem legjobb pillanatai voltak, amelyeket gyerekekkel együtt élhettem át Mozambikban és Srí Lankán. A legutóbbi UNICEF-fel közös utamon, olyan sok gyermekkel találkoztam, akik miatt érdemes mosolyognom. Most, A UNICEF-en keresztül, amely a Soccer Aid partnere, én is szeretnék nekik adni valamit, ami mosolyt csal az arcukra."
További UNICEF-es jótékonykodása: 
- Live 8

2005-ben, pár nappal a G8-ak 2005 júliusi találkozója előtt rendezték meg a Live 8-at, amely egy világméretű, több kontinensen átívelő koncertsorozat volt. A szervezők célja az volt, hogy a világ vezetői eltöröljék a világ legszegényebb nemzeteinek tartozását, és hogy méltányosabbá tegyék a szegény országok számára a nemzetközi kereskedelmet. A londoni Hyde Parkban tartott koncerten Robbie Williams is fellépett.
- Union Rescue Mission

Az Union Rescue Mission egy amerikai nonprofit szervezet, amelyet 1891-ben alapítottak. 2007 karácsonyán Robbie Williams a szervezet által támogatott hontalanokkal együtt ünnepelt. Ételt és italt osztogatott a rászorulóknak Los Angeles azon városnegyedében, ahol a szegénység és a prostitúció a legelterjedtebb.
- Donna Louise Children's Hospice Trust

Robbie Williams patronálója a gyermekeket segítő szervezetnek, a Donna Louise Trust-nak, amelynek székhelye szülővárosában, Stoke-on-Trentben van. A szervezet segítséget nyújt olyan súlyos beteg gyermekek számára, akik betegségük miatt nem érik el a 16 éves kort.
- Childline

A Childline egy ingyenes segélyvonal, amelyet Angliában hoztak létre gyermekek és fiatalok számára. Ingyenes tanácsadást kapnak bármilyen problémájuk is van.
- National Society for the Prevention of Cruelty to Children

Az NSPCC (Nemzeti Gyermekvédelmi Szervezet) segítséget ad angliai, walesi, észak-írországi és csatorna-szigeteki gyermekeknek és azért kampányol, hogy még jobb társadalmat teremtsen számukra.
- Haiti

Azért, hogy még több pénzt tudjanak gyűjteni a 2010-es haiti földrengésben megsérült emberek javára, Gordon Brown, az Egyesült Királyság miniszterelnöke felkérte Simon Cowellt, hogy hozzon össze egy jótékonysági dalt. Cowell az R.E.M. Everybody Hurts című dalát választotta, Gordon Brown egyetértett azzal, hogy lemondjanak a kislemez adójáról és az R.E.M pedig lemondott a jogdíjról is.
A kislemez bevételét elosztották a The Sun Helping Haiti Alapítványa és a Disasters Emergency Comittee között.
A dal premierje a különböző rádióállomásokon 2010. február 2-án volt.
A kislemez CD kiadása és digitális változata is 2010. február 7-én jelent meg. Joe McElderry, aki szintén közreműködik a kislemezen, blogjában megerősítette, hogy videóklip is készül a dalhoz. Egy öt perces promo video (nem a hivatalos klip) szerepelt az ITV-n és az STV-n 2010. február 7-én 20.30-kor.
A dal előadói a megjelenés sorrendjében:
Leona Lewis, Rod Stewart, Mariah Carey, Cheryl Cole, Mika, Michael Bublé, Joe McElderry, Miley Cyrus, James Blunt, Gary Barlow, Mark Owen, Jon Bon Jovi, James Morrison, Alexandra Burke, Susan Boyle, Aston Merrygold, Marvin Humes, Shane Filan, Mark Feehily, Kylie Minogue, Robbie Williams
- Caudwell Children

Robbie Williams a Caudwell Children jótékonysági szervezet nagykövete lesz.
- Soccer Aid

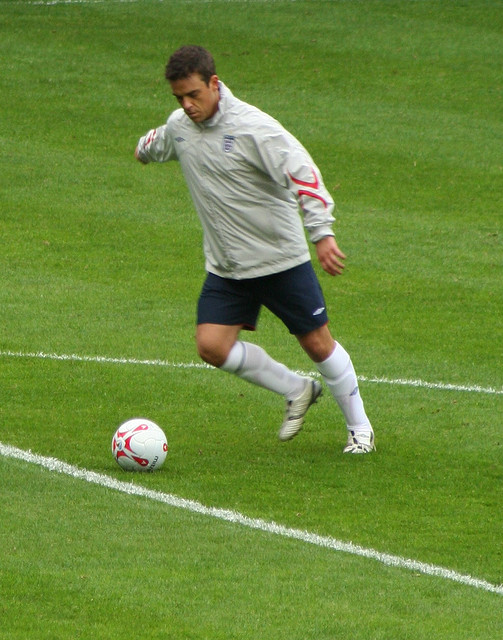
Robbie Williams 2006-ban egy mérkőzés előtti edzésen

Az énekes az UNICEF segítségével ellátogatott a földrengés sújtotta országba, úgy döntött, hogy mindenképpen segíteni szeretne azokon, akik a természeti katasztrófa miatt bajba jutottak. „Találkoztam olyan gyerekekkel, akik megsérültek, akik a szüleiktől külön élnek, átmeneti szállásokon vagy az utcákon laknak A földrengés leginkább a gyerekek helyzetét nehezítette meg” – nyilatkozta Williams, aki a 2010 júniusában megrendezett Soccer Aid jótékonysági futballeseményen keresztül gyűjtött adományokat a Haitin élő gyermekek számára, és azt kérte a brit polgároktól, hogy ők is segítsenek a jótékonykodásban. „Mindenki tudja, hogy rajongok a fociért, ezért mindenkit arra kérek, hogy csatlakozzon hozzám és a kezdeményezéshez.[..] Haiti lakosságának továbbra is szüksége van a segítségünkre, ahogy más országokban is vannak olyan fiatalok, akiknek a helyzetén javítani kell, és ehhez mi is kellünk” – tette hozzá.
Williams találta ki és szervezte meg az UNICEF Soccer Aid elnevezésű jótékonysági futball meccset. A csapatokban futball-legendák és híres személyiségek léptek pályára. Anglia csapatának Robbie volt a kapitánya, a másik csapatban Zinédine Zidane, Luís Figo és Ryan Giggs mellett ott volt Gordon Ramsay sztárszakács is. A világ másik fele nevű válogatott idén revansot vett Anglián két évvel ezelőtti vereségéért. A csapat 2:2 döntetlen után tizenegyesrúgásokkal nyert. A meccshez kapcsolódóan több mint 2 millió font adomány érkezett.
- Justice Collective

2012. december 17-én megjelent a The Hollies He ain't heavy, He's my brother feldolgozása, melynek elkészítésében Williams mellett több nemzetközi híresség is részt vett. A csapat Justice Collective néven adta ki a dalt, amelynek célja az volt, hogy az 1989. április 15-én az FA kupa elődöntőjén a Liverpool FC és Shefileld United meccsen elhunyt 96 Liverpool szurkoló családját támogassák.
A Liverpool FC menedzsere Brendan Rodgers arra kérte a szurkolókat, hogy érjék el, hogy ez a dal legyen a 2012-es karácsonyi toplista élén, ami sikerült is.
A dal elkészítésében a következő emberek vettek részt:
Andy Brown (Lawson),Gerry Marsden (Gerry and the Pacemakers), Paul Heaton (The Beautiful South), Glenn Tilbrook (Squeeze), John Power (Cast, The La's), Robbie Williams, Leonard Cohen, Melanie C, Rebecca Ferguson, Holly Johnson (Frankie Goes to Hollywood), Beverley Knight, Paloma Faith, Eliza Doolittle, Dave McCabe (The Zutons), Peter Hooton (The Farm), Ren Harvieu, Jon McClure (Reverend and The Makers), Paul McCartney, Shane MacGowan (The Pogues), Bobby Elliott (The Hollies), Tony Hicks (The Hollies), Hollie Cook (The Slits), Ian Prowse (Amsterdam), Alan Hansen, Kenny Dalglish, John Bishop, Steve Rotheram MP, Peter Reid, Neil Fitzmaurice, Colin Bell, LIPA Gospel Choir

## Szexualitás
Williams több jól ismert dalában is említést tesz saját szexualitásáról, mint például az Old Before I Die című dalban, ahol ezt énekli: "Hetero vagyok, vagy meleg?" Dokumentumfilmjében, a Nobody Someday-ben mondja:
"Történetesen, soha nem aludtam együtt férfival. Soha nem csinálnék olyasmit. Gondoltam már rá, de mindig csak idáig jutottam. Nem számoltam le ezzel, de nem izgatott eléggé, hogy kipróbáljam."
2005 decemberében Williams pert nyert a MGN Kiadó Northern & Shell című lapja ellen, amelynek cikkében az énekest "rejtett homoszexuálisnak" nevezik. A rágalmazási perben Williams jelentős kárt szenvedett és a kiadó elismerte, hogy a sztori nem volt igaz. Williams ügyvédje, Tom Shields ezt mondta a bíróságnak: "Mr. Williams nem homoszexuális és nem is volt az soha." Peter Tatchell melegjogi aktivista felszólította az énekest, hogy a rágalmazási perben nyert összeget adja oda melegeket segítő szervezeteknek, azt állította, hogy Williams akcióját az a benyomás kreálta, miszerint "rossz melegnek lenni". Williams azzal vágott vissza, hogy őt nem zavarta, hogy melegnek tartják, és ugyanígy fellépett volna, ha egy heteroszexuális kapcsolatát támadják. Az eset arra vezetett néhány embert, hogy párhuzamot vonjon Williams és az ausztrál popsztár, Jason Donovan között, aki korábban szintén megnyert egy pert, amit egy kiadvány miatt indított, amely a szexualitásával foglalkozott. Donovan megnyerte a pert, de a per sok meleg rajongóját elidegenítette.
2008-ban Max Beesley, Williams régi barátja visszautasította, hogy az énekes meleg volna. Beesley így nyilatkozott: "Megőrülök ettől, a stáb valamelyik tagja írt Robbie-ről, a szóbeszédről, hogy ő meleg, például. Ez nem igaz. Sohasem találkoztam még emberrel, aki ennyire nem az." 

## Kapcsolatok
Williamsnek számos hírességgel volt viszonya, köztük Rachel Hunterrel is. A Williams barátja, a Daily Mail újságírója, Chris Heath által írt Feel című szám utal Williams néhány hódítására, melyekre a 2003-as európai turné alatt került sor.

### Nicole Appleton
1997-ben találkozott Nicole Appletonnal, az All Saints egyik énekesnőjével. Eljegyezték egymást és Nicole teherbe is esett. Bár Robbie nagyon izgatott lett, hogy apa lehet, Nicole végül elvetette a magzatot, hogy a karrierjére összpontosíthasson. A pár hamarosan szétvált és Williams egy Lydia Weir nevű nő iránt kezdett érdeklődni.

### Ayda Field
2007 januárjában Williams randevúzni kezdett a török-amerikai származású színésznővel, Ayda Fielddel. A sajtóban korábban megjelent több, szakításról szóló hír ellenére, többször látták őket együtt. 2008. január 29-én lefotózták őket Kaliforniában, a Mammoth Ski Resort üdülőhelyen Max Beesley, angol zenész és színész (Williamssel dolgozott már együtt) társaságában. Ayda szerepelt abban az UFO-król szóló dokumentumműsorban, amelyet Williams készített a BBC Rádió 4 műsora számára és 2008 augusztusában Washingtonban, Trout Lake-ben részt vett az UFO-k utáni "nyomozásban".
2008. november 8-án Williams-et és Ayda Field-et együtt látták az Arsenal FC Manchester United futballmeccsén, amelyet az Emirates Stadionban tartottak, ahol Williamsék társaságában jelent volt még Gary Barlow is, a Take That tagja, Barlow nagyobbik fia és Williams régi barátja, Jonathan Wilkes is. Williams és Field 2009 eleje óta együtt él egy wiltshire-i kúriában a The Sun című napilap szerint. 2009 októberében Field szerepelt az énekes visszatérő kislemezének, a Bodies-nek a videóklipjében. Williams újabban az interjúkban feleségének nevezi Aydát.
2009 novemberében Williams bejelentette Jonathan Rossnak, a BBC Rádió 2 műsorvezetőjének, hogy szerelmes Ayda Fieldbe. 2009. november 26-án Williams az ausztrál rádiós csatorna, a 2dayfm élő adásában, a Kyle and Jackie O Show-ban megkérte Ayda kezét. Bár később az énekes menedzsere cáfolta ezt, azzal hogy "ez csak tréfa volt", ami a rádiós shownak szólt. Williams szóvivője megerősítette ezt: "Valóban ezt mondta, de tréfából. Nem jegyezték el egymást. Néhány nappal később Williams maga tagadta az eljegyzést hivatalos blogjában "Hé mindenki. Nem jegyeztük el egymást. Rob."
Az énekes honlapján 2010. augusztus 9-én közölte a rajongóival, hogy 2010. augusztus 7-én, szombaton délelőtt szűk körű ceremónia keretében feleségül vette Ayda Field-et. Az énekes Beverly Hills-i otthonában megtartott esküvőre csak 75 családtagot és barátot hívtak meg. Az esküvő után a pár két hetet tölt majd el a Kalifornia partjaitól nem messze fekvő Santa Catalina szigeten. A nászút után a pár Londonba repül, ahol Robbie megkezdi a Shame című kislemez népszerűsítését.

## Díjak
- Williams az évek során számos díjat nyert el (16-ot), többek között több BRIT Award-ot, mint más művész a zene történetében. Ezen kívül több ECHO Award-ot nyert el, mint bárki más (kilenc díjat nyert hét egymást követő évben 2001 és 2007 között)[223]

## Diszkográfia
| - 1997: Life thru a Lens - 1998: I’ve Been Expecting You - 2000: Sing When You’re Winning - 2001: Swing When You’re Winning - 2002: Escapology - 2005: Intensive Care - 2006: Rudebox - 2009: Reality Killed The Video Star - 2012: Take the Crown - 2013: Swings Both Ways - 2016: The Heavy Entertainment Show - 1999: The Ego Has Landed - 2004: Greatest Hits (Robbie Williams-album) - 2010: In and Out of Consciousness: The Greatest Hits 1990–2010 - 2003: Live at Knebworth - 2013: Take The Crown Stadium Tour 2013 | - 1998: Millennium - 1999: She’s the One / It’s Only Us - 2000: Rock DJ - 2001: Eternity - 2001: Somethin’ Stupid (Nicole Kidmannel) - 2004: Radio |

## Bibliográfia
- 1998: Robbie Williams, Jim Parton: Let Me Entertain You. Virgin Books ISBN 978-1-85227-743-7
- 1999: Richard Topping: Robbie Williams (Pop Books). Parragon Book Service Ltd. ISBN 978-0-7525-3246-2
- 2002: Robbie Williams, Mark McCrum: Somebody, Someday. Ebury Press ISBN 978-0-09-188473-4
- 2003: Tótavi S. Márk: Robbie Williams. Viktória Kiadó ISBN 978-963-212-470-4 (magyar nyelvű kiadás)
- 2003: Virginia Blackburn: Robbie’s Secrets. Blake Publishing ISBN 978-1-84454-009-9 (angol nyelvű kiadás)
- 2003: Paul Scott: Robbie Williams: Angels and Demons – The Biography. Andre Deutsch LTD. ISBN 978-0-233-00013-8 (angol nyelvű kiadás)
- 2004: Sean Smith: Robbie Williams: The Biography. Pocket Books ISBN 978-0-7434-6838-1 (angol nyelvű kiadás)
- 2004: Sean Smith: Robbie Williams: Az életrajz, Jokerex Kiadó ISBN 963-9368-29-6 (magyar nyelvű kiadás)
- 2005: Emma Morgan: A Robbie Williams sikersztori. Pannonica ISBN 978-963-7319-10-5

(magyar nyelvű kiadás)
- 2005: Chris Heath: Feel. Random House kiadó ISBN 0-09-189754-8 (angol nyelvű kiadás)
- 2006: Paul Scott: Facing the Ghosts. Audiobook kiadó: www.audiobooksonline.co.uk ISBN 978-1-906128-04-3
- 2010: Robbie Williams, Chris Heath: You Know Me. ISBN 978-0-09-193901-4 (angol nyelvű kiadás)